# Haier
Haier Group Corporation là một công ty tập thể điện tử gia dụng và thiết bị gia dụng đa quốc gia có trụ sở tại Thanh Đảo, tỉnh Sơn Đông, Trung Quốc. Nó thiết kế, phát triển, sản xuất và bán các sản phẩm bao gồm điều hòa không khí, điện thoại di động, máy tính, lò vi sóng, máy giặt, tủ lạnh và TV.
Theo dữ liệu do Euromonitor công bố năm 2014, thương hiệu Haier có thị phần lớn nhất thế giới về hàng gia dụng cỡ lớn, với 10,2% thị phần khối lượng bán lẻ. Đây là năm thứ sáu liên tiếp, Haier là công ty dẫn đầu thị phần cho các thiết bị chính.
Tập đoàn Haier cũng bao gồm hai công ty con niêm yết: Qingdao Haier Co., Ltd.(SSE: 600690 SSE: 600690 SSE: 600690) và Haier Electronics Group Co., Ltd (SEHK:  SEHK: ). Nó đã được thông báo rằng Qingdao Haier cũng sẽ phát hành "D-share" để giao dịch tại China Europe International Exchange of Frankfurt.

## Lịch sử
Nguồn gốc của Haier bắt nguồn từ rất lâu trước khi thành lập công ty. Vào những năm 1920, một nhà máy sản xuất tủ lạnh được xây dựng tại Thanh Đảo để cung cấp cho thị trường Trung Quốc. Sau khi thành lập Cộng hòa Nhân dân Trung Hoa năm 1949, nhà máy này sau đó được tiếp quản và biến thành một doanh nghiệp nhà nước.
Đến thập niên 1980, nhà máy có khoản nợ hơn 1,4 triệu CNY và bị hạ tầng, quản lý kém và thiếu kiểm soát chất lượng, xuất phát từ hệ thống kinh tế kế hoạch và các chính sách liên quan. Sản xuất đã chậm lại, hiếm khi vượt qua 80 tủ lạnh mỗi tháng và nhà máy đã gần phá sản. Chính quyền Thanh Đảo đã thuê một trợ lý giám đốc thành phố trẻ, Zhang Ruimin, chịu trách nhiệm cho một số công ty thiết bị thuộc sở hữu thành phố. Zhang được bổ nhiệm làm giám đốc điều hành của nhà máy vào năm 1984. 

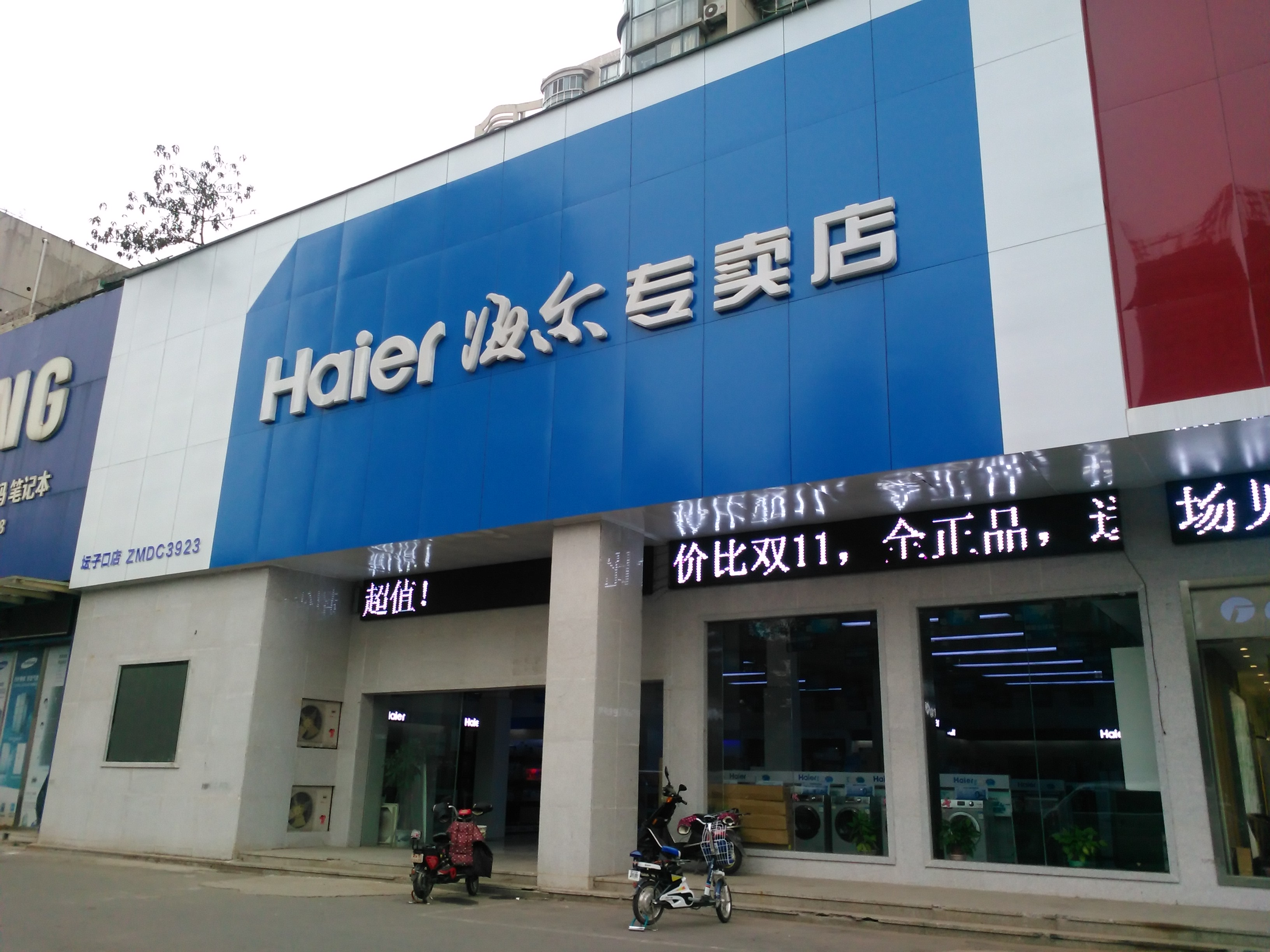
Cửa hàng Haier ở Nam Xương

### Thành lập
Haier đã được thành lập như Qingdao Refrigerator Co. vào năm 1984. Khi Trung Quốc mở cửa ra thị trường thế giới, các tập đoàn nước ngoài bắt đầu tìm kiếm sự hợp tác ở Trung Quốc. Một trong số đó, công ty tủ lạnh Liebherr của Đức đã ký hợp đồng liên doanh với Qingdao Refrigerator Co., cung cấp công nghệ và thiết bị cho đối tác Trung Quốc. Tủ lạnh được sản xuất dưới tên Qindao-Liebherr (). Thương hiệu hiện tại "Haier" đến từ hai âm tiết cuối cùng của phiên âm tiếng Trung của Liebherr ().
Việc lắp đặt thiết bị và công nghệ của Liebherr đi kèm với các quy trình quản lý và kiểm soát chất lượng mới. Đến năm 1986, Qingdao Refrigerator Co. đã trở lại lợi nhuận và tăng doanh số trung bình 83% mỗi năm. Từ năm 1984 đến 2000 doanh số đã tăng từ 3,5 triệu CNY lên 40,5 tỷ CNY.
Năm 1988, chính quyền thành phố yêu cầu Haier tiếp quản một số nhà sản xuất thiết bị ốm yếu khác của thành phố. Công ty nắm quyền kiểm soát Qingdao Electroplating Company (sản xuất lò vi sóng). Năm 1991, công ty đổi tên thành "Qingdao Haier Group" và mua lại Qingdao Air Conditioner Plant và Qingdao Freezer. Tên của công ty đã được đơn giản hóa thành tên hiện tại "Haier" vào năm 1992.  Năm 1995, công ty đã tiếp quản Qingdao Red Star Electronics Co., một nhà sản xuất máy giặt, cùng với năm công ty con của mình. Haier mua lại bảy công ty từ năm 1995 đến 1997, và bắt đầu xuất khẩu ra thị trường nước ngoài.

### Sự mở rộng quốc tế
Vào năm 1996 và 1997, Haier đã mở các cơ sở sản xuất ở Indonesia và Philippines tương ứng và thất bại trong nỗ lực thâm nhập thị trường nội địa Thái Lan do sự hiện diện của các công ty địa phương. 
Haier gia nhập thị trường Mỹ năm 1999. Ở Mỹ, họ tập trung vào hai thị trường thích hợp trong tủ lạnh nhỏ gọn và hầm rượu điện. Haier bắt đầu sản xuất tủ lạnh cỡ lớn cho thị trường Bắc Mỹ. Điều này sẽ đưa nó vào cạnh tranh trực tiếp với các công ty đã thành lập của Mỹ GE, Whirlpool, Frigidaire và Maytag. Là một phần trong chiến lược của mình, Haier đã xây dựng một cơ sở sản xuất tại Hoa Kỳ tại Camden, Nam Carolina, được khai trương vào năm 2000. Đến năm 2002, doanh thu ở Mỹ đạt 200 triệu USD, vẫn còn nhỏ so với tổng doanh thu là $7 tỷ. Cũng trong năm 2002, Haier chuyển đến một tòa nhà ở trung tâm Manhattan. Trước đây là trụ sở của Greenwich Savings Bank, rộng 52.000 foot vuông (4.800 m2) tòa nhà được xây dựng vào năm 1924 theo phong cách tân cổ điển.
Các cơ sở sản xuất được xây dựng ở Pakistan năm 2002 (Haier Pakistan) và Jordan năm 2003. Ở Châu Phi, Haier có nhà máy ở năm quốc gia: Tunisia, Nigeria, Ai Cập, Algeria và Nam Phi. Công ty cũng đã mua một nhà máy của Meneghetti tại Ý và bắt đầu đặt sản phẩm của mình vào các chuỗi bán lẻ châu Âu, dưới thương hiệu của chính mình hoặc theo thỏa thuận OEM với các đối tác nước ngoài. Hiện tại Haier đã tham gia một thỏa thuận liên doanh với chính phủ Venezuela.
Haier Stores (India) P. Ltd đã bắt đầu hoạt động thương mại vào tháng 1/2004. Trụ sở chính của công ty đặt tại New Delhi và năm 2015 đã có 33 hoạt động, bao gồm cả những cơ sở tại Mumbai, Bangalore, Chennai và Kolkata. Nó được liệt kê trong số 20 thương hiệu đáng tin cậy nhất ở Ấn Độ theo Báo cáo tin cậy thương hiệu, một nghiên cứu được thực hiện bởi Trust Research Advisory.
Vào tháng 6 năm 2005, Haier đã đấu thầu mua lại Maytag Corporation, được hỗ trợ bởi các quỹ đầu tư tư nhân Blackstone Group và Bain Capital. Giá thầu là 1,28 tỷ đô la Mỹ, tương đương 16 đô la một cổ phiếu, đứng đầu một đề nghị trước đó là 14,26 đô la cho mỗi cổ phiếu được thực hiện bởi Ripplewood Holdings. Tuy nhiên, cuối cùng, Maytag đã được Tập đoàn Whirlpool có trụ sở tại Michigan mua lại với giá 1,7 tỷ đô la tiền mặt và cổ phiếu, tương đương 21 đô la mỗi cổ phiếu, cộng với nợ giả định.

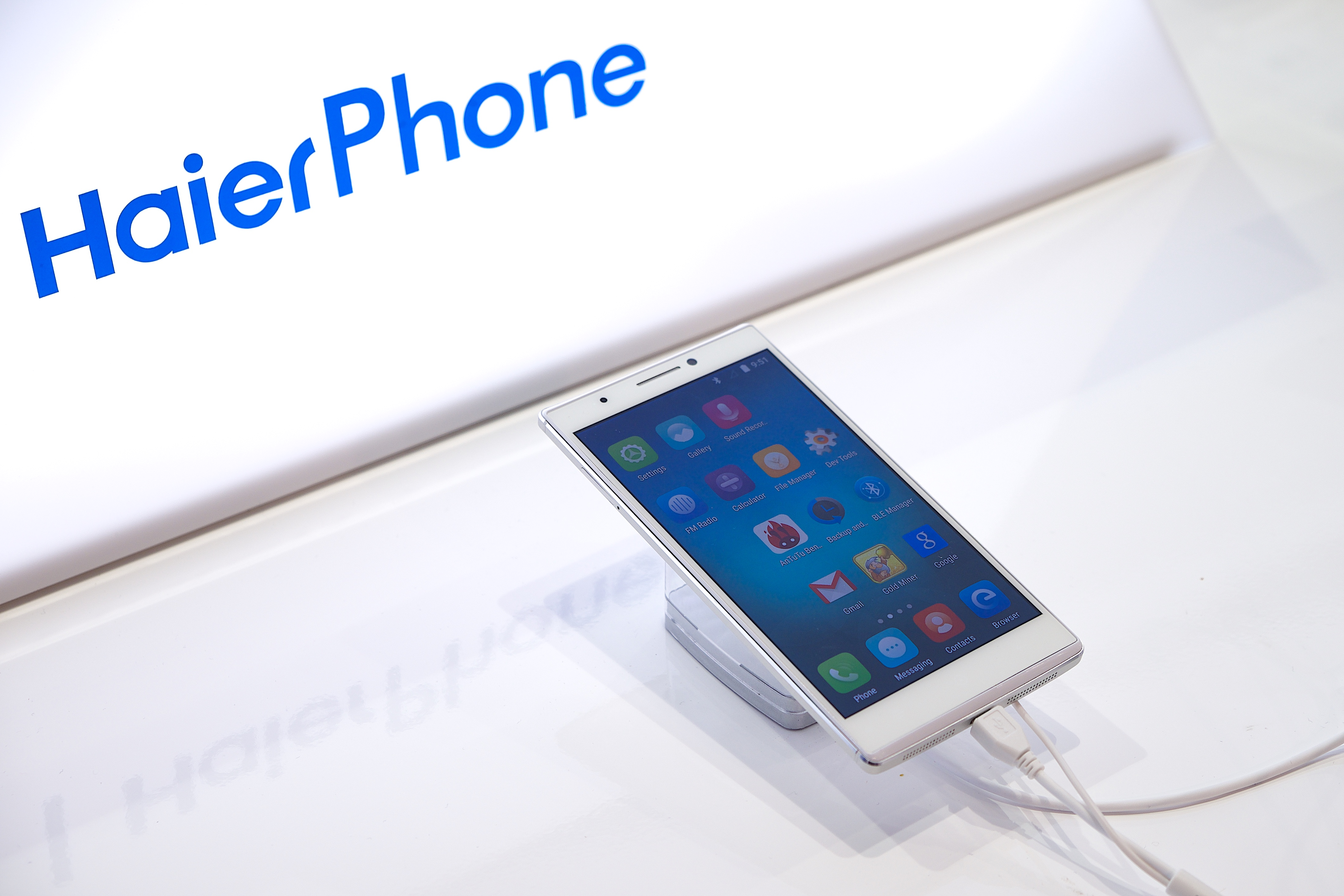
Một smartphone Haier tại Mobile World Congress 2015

Năm 2009, Haier đã vượt qua Whirlpool để trở thành nhà sản xuất tủ lạnh lớn thứ tư về doanh số với thị phần toàn cầu là 6,3%.
Năm 2012, Tập đoàn Haier đã mua lại công ty sản xuất thiết bị New Zealand Fisher & Paykel.
Vào tháng 1 năm 2016, Haier Group đã mua lại bộ phận thiết bị của General Electric với giá 5,4 tỷ đô la.

## Công nghệ
Năm 2015, Haier bắt đầu điều tra làm thế nào internet có thể được tích hợp vào thiết bị của họ. Công ty, hợp tác với Phòng thí nghiệm trí tuệ nhân tạo Stanford, đã tìm thấy ba rào cản đối với việc áp dụng công nghệ nhà thông minh: thiếu giao thức thống nhất/điểm truy cập duy nhất, dịch vụ thụ động và thiếu giải pháp hoàn chỉnh. Tại thời điểm đó, năng lực cốt lõi của Haier nằm trong lĩnh vực thiết bị lớn chứ không phải lĩnh vực điện tử nhỏ. Sau đó, họ hợp tác với nền tảng IoT hàng đầu lúc bấy giờ thuộc sở hữu của Tập đoàn Cogobuy để khắc phục những thiếu sót của họ. Bằng cách sử dụng hệ sinh thái và chuỗi cung ứng của Cogobuy, họ có thể tích hợp danh mục các thành phần, mô-đun và phân tích giọng nói cạnh của IngDan vào các sản phẩm thiết bị thông minh. Haier đã giới thiệu các thiết bị thông minh của họ trên bảy dòng sản phẩm trong ngành công nghiệp thiết bị chính: không khí, nước, chăm sóc quần áo, an ninh, điều khiển giọng nói, sức khỏe và thông tin.

## Chiến lược công ty
Zhang Ruimin, ngay sau khi trở thành giám đốc quản lý vào năm 1985, đã ra lệnh cho nhân viên của mình phá hủy 76 tủ lạnh bằng búa tạ sau một khiếu nại của khách hàng trong nỗ lực thay đổi hoàn toàn văn hóa của công ty thành một phương thức kiểm soát chất lượng. Vào thời điểm đó, các thương hiệu Trung Quốc cho hàng tiêu dùng sản xuất trong nước thường được thị trường tiêu dùng nước ngoài đánh giá là kém chất lượng, ngay cả khi so sánh chủ quan với các thương hiệu nước ngoài sản xuất tại Trung Quốc. Sự chuyển đổi văn hóa theo hướng sản xuất theo chất lượng dẫn đến việc Haier trở thành công ty đầu tiên ở Trung Quốc đạt chứng nhận ISO 9001.

## Cấu trúc sở hữu
Mặc dù thuộc sở hữu công cộng một phần, Haier vẫn là một công ty " tập thể ", có nghĩa là nó được sở hữu bởi nhân viên của mình. Tuy nhiên, tình hình sở hữu thực tế của nó là mờ đục; các nhân viên không nhận được cổ tức và không biết họ sở hữu bao nhiêu trong thực tế. Sự can thiệp từ các quan chức cũng là một rủi ro cho các doanh nghiệp nhà nước như Haier. Các cấp chính quyền khác nhau thường cố gắng đẩy các công ty ốm yếu của họ lên những công ty thành công, thường dẫn đến thất bại; Haier đã từng nói về việc mua lại một công ty dược phẩm, mặc dù nó không có kinh nghiệm hoặc cơ sở hạ tầng trước đây trong công nghệ sinh học.
Là một thực thể của chính phủ, Haier cũng chính thức bị cấm tham gia vào sàn giao dịch chứng khoán từ rất sớm.  Tuy nhiên, công ty cần tiền để mở rộng và do đó tìm cách sơ hở để tiếp cận vốn cổ phần tư nhân.  Năm 1993, công ty này đã niêm yết một công ty con Qingdao Haier Refrigerator Co. trên Sàn giao dịch chứng khoán Thượng Hải, thu về 370 triệu CNY. Năm 2005, Haier tham gia vào Sở giao dịch chứng khoán Hồng Kông thông qua "niêm yết cửa sau" bằng cách mua cổ phần kiểm soát trong một liên doanh niêm yết công khai Haier-CCT Holdings Ltd. (SEHK:  SEHK:  SEHK: ).  Haier cũng là một cổ phiếu chỉ số của Dow Jones China 88 Index.

## Phê bình và tranh cãi
Năm 2014, Haier bị truyền thông Đức cáo buộc cung cấp điện thoại thông minh và máy tính bảng có phần mềm độc hại được cài đặt sẵn.